# Bahnhof Eggmühl

Der Bahnhof Eggmühl ist eine Betriebsstelle der Bahnstrecken München–Regensburg und Eggmühl–Langquaid. Er ist der einzige noch regulär bediente Bahnhof auf dem Gebiet der Marktgemeinde Schierling im Oberpfälzer Landkreis Regensburg.

## Lage
Der Bahnhof Eggmühl liegt bei Streckenkilometer 113,4 an der zweigleisigen, elektrifizierten Hauptbahn München–Regensburg (Streckennummer 5500). Im Südwesten des Bahnhofs zweigt die eingleisige, nicht elektrifizierte Nebenbahn Eggmühl–Langquaid (Streckennummer 5631) ab, auf der durch die Rhein-Sieg-Eisenbahn Güterverkehr und – zu besonderen Anlässen wie den Marktsonntagen in Schierling und Langquaid – Personenverkehr durchgeführt wird. Der Bahnhof umfasst vier Gleise, davon drei Bahnsteiggleise. Dabei bilden die beiden mittleren Gleise, die jeweils eine Bahnsteigkante besitzen, die durchgehenden Hauptgleise.
Der Bahnhof befindet sich zwischen den Schierlinger Ortsteilen Eggmühl im Nordwesten und Unterdeggenbach im Südosten. Das ehemalige Empfangsgebäude hat die Adresse Bahnhofstraße 11 und liegt nordwestlich der Gleisanlagen. Der Bahnhofsbereich beginnt rund 300 Meter südwestlich der Überführung der Bundesstraße 15 und endet etwa 100 Meter nordöstlich der Überführung Zaitzkofener Straße. Das Bahnhofsgelände wird auf der Eggmühler Seite durch die Bahnhofstraße und eine P+R-Anlage begrenzt, auf der Unterdeggenbacher Seite durch den Hochweg und die angrenzende Bebauung.

## Geschichte
Der Bahnhof Eggmühl ging 6. August 1873 als Zwischenbahnhof auf der Strecke von Neufahrn über Eggmühl nach Obertraubling in Betrieb. Diese war als Abkürzung für die 1859 freigegebene Strecke von Neufahrn über Geiselhöring und Sünching nach Obertraubling erbaut worden. Die Fahrzeit zwischen Landshut und Regensburg konnte durch die Streckenführung über Eggmühl erheblich verkürzt werden.
Die Bedeutung des Bahnhofs stieg im Jahr 1903 durch die Eröffnung der Stichstrecke nach Langquaid. Damit wurde Eggmühl zum Trennungsbahnhof. Bis 1968 wurde auf der Nebenbahn Personen-, bis 1999 Güterverkehr durchgeführt. Nur ein Jahr später übernahm die Rhein-Sieg-Eisenbahn (RSE) einen großen Teil der Strecke von der DB Netz, 2005 die gesamte Strecke von Eggmühl nach Langquaid. Seit 2001 führt die RSE in Zusammenarbeit mit DB Cargo auf der Stichstrecke regelmäßig Güterverkehr mit Ganzzügen und an einigen Tagen pro Jahr Museumsbahnbetrieb durch, der über den Bahnhof Eggmühl abgewickelt wird.
Von 1933 bis 2004 war in Eggmühl ein mechanisches Stellwerk der Einheitsbauart in Betrieb. Das zugehörige Stellwerksgebäude am nordöstlichen Ende des Bahnhofsbereichs ist erhalten. Am 30. April 2004 wurde es durch ein elektronisches Stellwerk ersetzt, das aus der Betriebszentrale München ferngesteuert wird.
Heute ist Eggmühl ein wichtiger Halt für Pendler nach Regensburg, die aus der Marktgemeinde Schierling und den umliegenden Gemeinden kommen. Zwischen 1995 und 1999 wurde der Bahnhof Eggmühl deshalb für umgerechnet 1,6 Millionen Euro umgebaut. Dabei wurden eine Fußgängerunterführung und eine P+R-Anlage erbaut. Letztere wurde bereits zweimal, in den Jahren 2006 und 2018, erweitert.

## Infrastruktur
Der Bahnhof verfügt über drei Bahnsteiggleise, die am Hausbahnsteig (Gleis 1) und einem Inselbahnsteig (Gleise 2 und 3) liegen. Das vierte Gleis dient nicht dem Personenverkehr. Der rund 50 Meter lange Hausbahnsteig wird nur bei Museumsbahnbetrieb genutzt. Im regulären Betrieb wird ausschließlich der 278 Meter lange Inselbahnsteig bedient; hier liegen die Bahnsteigkanten jeweils 76 Zentimeter über der Schienenoberkante. Der Inselbahnsteig ist über eine Fußgängerunterführung mit zwei höhengleichen Zugängen auf der Eggmühler und der Unterdeggenbacher Seite des Bahnhofs angebunden. Den Zugang zum Bahnsteig bildet eine lange Rampe; der Bahnhof gilt somit als barrierefrei. Er verfügt über digitale Anzeigen. Das Empfangsgebäude ist bis heute erhalten, jedoch für Fahrgäste nicht mehr zugänglich.
| Gleis | Nutzbare Länge | Bahnsteighöhe | Nutzung                           |
| ----- | -------------- | ------------- | --------------------------------- |
| 1     | ca. 50 m       | ca. 20 cm     | Museumsbahnbetrieb                |
| 2     | 278 m          | 76 cm         | Züge in Richtung Landshut/München |
| 3     | 278 m          | 76 cm         | Züge in Richtung Regensburg       |

Während die Gleise 2 bis 4 von DB Netz betrieben werden, befinden sich das Gleis 1, der zugehörige Hausbahnsteig und eine rund 150 Meter lange Ladestraße im Eigentum der Rhein-Sieg-Eisenbahn.
Am Bahnhof Eggmühl befindet sich ein elektronisches Stellwerk (ESTW-A), das aus der Betriebszentrale München ferngesteuert wird.

## Verkehr
Der Bahnhof Eggmühl wird von verschiedenen Zügen des Regionalverkehrs bedient. Im Zwei-Stunden-Takt halten die Züge der Regional-Express-Linie von München über Landshut und Regensburg nach Nürnberg. Dabei begegnen sich planmäßig zwei Gegenzüge jeweils zur ungeraden vollen Stunde in Eggmühl. Außerdem wird der Bahnhof Eggmühl seit der Betriebsaufnahme im Dezember 2018 im Stundentakt von den Regional-Express-Zügen des Flughafenexpress vom Flughafen München über Landshut nach Regensburg bedient.
| Zuggattung               | Linienverlauf | Taktfrequenz                                      |
| ------------------------ | --- | ------------------------------------------------- |
| RE 2                     | München Hbf – Freising – Landshut (Bay) Hbf – Eggmühl – Regensburg – Schwandorf – Weiden – Hof                              | 2-Stunden-Takt                                    |
| RE 22                    | Flughafenexpress: Flughafen München – Freising – Landshut (Bay) Hbf – Eggmühl – Regensburg (– Neumarkt (Oberpf) – Nürnberg) | Stundentakt (alle zwei Stunden von/nach Nürnberg) |
| Stand: 15. Dezember 2024 | |                                                   |